# Senko Cup (competizione internazionale)
La SENKO Cup Campionato mondiale femminile di Go (SENKO CUPワールド碁女流最強戦) è una competizione internazionale di Go organizzata dalla Nihon Ki-in e sponsorizzata dalla SENKO, destinata alle goiste. Va distinta dall'omonima competizione riservata alle sole goiste giapponesi.
Alla competizione partecipano quattro goiste giapponesi, una sudcoreana, una cinese e una taiwanese; l'ottava goista è stata invitata dall'Europa nelle prime due edizioni, dal Giappone nella terza e quarta edizione, dal Vietnam nella quinta e dall'Australia nella sesta edizione. Dalla settima edizione viene selezionata attraverso un torneo che include giocatrici amatoriali da tutto il mondo, la cui vincitrice accede al tabellone delle professioniste per l'anno successivo.
La borsa della vincitrice è di 10.000.000 Yen (€ 63.000), raddoppiato nella quinta edizione, con 3 milioni di yen per la seconda classificata, 2 milioni per la terza e 1 milione per la quarta; il tempo di riflessione è di due ore, seguito da 60 secondi per cinque volte. In questa competizione si disputa anche la finale per il terzo posto.
La vittoria di Ueno Asami nella quarta edizione è stata la prima di una professionista giapponese in una competizione internazionale.

## Albo d'oro
| Edizione | Anno | Vincitrice | Finalista    | Terzo posto   | Quarto posto    |
| -------- | ---- | ---------- | ------------ | ------------- | --------------- |
| 1        | 2018 | Yu Zhiying | Hei Jiajia   | Choi Jeong    | Fujisawa Rina   |
| 2        | 2019 | Yu Zhiying | Choi Jeong   | Hei Jiajia    | Tsukuda Akiko   |
| 3        | 2021 | Yu Zhiying | Choi Jeong   | Ueno Asami    | Mukai Chiaki    |
| 4        | 2022 | Ueno Asami | Lu Yuhua     | Fujisawa Rina | Xie Yimin       |
| 5        | 2023 | Choi Jeong | Zhou Hongyu  | Ueno Asami    | Nakamura Sumire |
| 6        | 2024 | Choi Jeong | Suzuki Ayumi | Yu Zhiying    | Nyu Eiko        |
| 7        | 2025 | Ueno Risa  | Choi Jeong   | Tang Jiawen   | Lu Yuhua        |